# Cariblattoides instigator
Cariblattoides instigator är en kackerlacksart som beskrevs av Rehn, J. A. G. och Morgan Hebard 1927. Cariblattoides instigator ingår i släktet Cariblattoides och familjen småkackerlackor.
Artens utbredningsområde är Kuba. Inga underarter finns listade.